# Santa Rufina (Loja)
Santa Rufina ist eine Ortschaft und eine Parroquia rural („ländliches Kirchspiel“) im Kanton Chaguarpamba der ecuadorianischen Provinz Loja. Die Parroquia besitzt eine Fläche von 54,3 km². Die Einwohnerzahl lag im Jahr 2010 bei 1210.

## Lage
Die Parroquia Santa Rufina liegt in den westlichen Anden im Süden von Ecuador. Das Areal liegt in Höhen zwischen 440 m und 1800 m. Die Parroquia liegt am Südufer des nach Westen fließenden Río Puyango. Im Nordwesten reicht das Verwaltungsgebiet bis zur Einmündung des Río Las Juntas. Der etwa 900 m hoch gelegene Hauptort befindet sich 13 km westnordwestlich vom Kantonshauptort Chaguarpamba. Eine 3 km lange Nebenstraße verbindet Santa Rufina mit der Fernstraße E50 (Arenillas–Loja).
Die Parroquia Santa Rufina grenzt im Norden an die Provinz El Oro mit der Parroquia Capiro (Kanton Piñas), im Osten an die Parroquia Buenavista, im Süden und im Westen an die Parroquia Lauro Guerrero (Kanton Paltas) sowie im äußersten Nordwesten an die Parroquia Orianga (ebenfalls im Kanton Paltas).

## Orte und Siedlungen
In der Parroquia gibt es neben dem Hauptort folgende Barrios:
- Amancay
- Cucumate
- La Cucula
- Lozumbe
- Mosqueros
- Samanga
- Y del Guineo

## Geschichte
Die Parroquia Santa Rufina wurde am 25. Oktober 1948 gegründet.